# Roko Sikirić
Roko Sikirić (ur. 22 sierpnia 1981 w Zadarze) – chorwacki siatkarz, grał na pozycji przyjmującego, były reprezentant Chorwacji.
24 sierpnia 2024 roku zgromadzenie ogólne CEV wybrało Roko Sikiricia na prezydenta CEV na kadencję w latach 2024-2028.

## Sukcesy klubowe
Puchar Chorwacji:
- 2000, 2001, 2002, 2003

Mistrzostwo Chorwacji:
- 2000, 2001, 2002, 2003

Mistrzostwo Austrii:
- 2004
- 2005

Puchar Francji:
- 2007

Puchar Niemiec:
- 2011

Mistrzostwo Niemiec:
- 2012, 2013, 2014[3]
- 2011

## Sukcesy reprezentacyjne
Liga Europejska:
- 2006